# Marcellin Berthelot
Pierre Eugène Marcellin Berthelot, francoski kemik in politik, * 25. oktober 1827, Pariz, Francija, † 18.  marec 1907, Pariz, Francija.
Berthelot je najbolj znan po Berthelotovem načelu termokemije,
Bil je sin pariškega zdravnika. Po uspešno zaključenem študiju zgodovine in filozofije se je posvetil znanosti. Bil je ateist.
Berthelot je iz anorganskih spojin sintetiziral mnogo organskih spojin, s čimer je v veliki meri ovrgel Berzeliusovo teorijo, da morajo biti za sintezo organskih spojin prisotni živi organizmi. Berthelot se prišteva med največje kemike vseh časov.

## Odkritja
Temelj vsega Berthelotovega znanstvenega dela na področju kemije je bilo spoznanje, da so vsi kemični pojavi odvisni od delovanja fizikalnih sil, ki se lahko določijo in izmerijo. Ko je začel svojo znanstveno kariero, je kljub temu, da so že sintetizirali nekaj organskih spojin, še vedno veljalo splošno prepričanje, da je celotna organska kemija zgolj analitična znanost in ne more postati konstruktivna, ker je za nastajanje organskih spojin  potrebna življenjska sila. 
Berthelot je temu nepopustljivo nasprotoval in s sintezo številnih ogljikovodikov, naravnih maščob, sladkorjev in drugih organskih spojin dokazal, da se organske spojine lahko tvorijo tudi z običajnimi kemijskimi metodami.
Leta 1863 je za bil za svoje dosežke nagrajen s članstvom v Académie Nationale de Médecine in velikim križem reda legije časti. 

## Publikacije
Raziskave sintez organskih spojin je objavil v številnih člankih in knjigah, med njimi v Chimie organique fondée sur la synthese (Organska kemija, ki temelji na sintezah, 1860) in Les Carbures d'hydrogène (Ogljikovodiki, 1901). Trdil je, da kemijskih pojavov ne obvladujejo kakšni posebni zakoni, ampak splošni zakoni mehanike, ki veljajo v celotnem vesolju. Ta svoj pogled je razvil in s pomočjo poskusov dokazal in objavil v knjigah Mécanique Chimique (Kemijska mehanika, 1878) in Thermochimie (Termokemija, 1897). Ta veja znanstvenega dela ga je privedla tudi do raziskav eksplozivov. Teoretično plat raziskav je objavil v knjigi  Sur la force de la poudre et des matières explosives (Sila smodnika in eksplozivov, 1872), praktični del raziskav pa mu je omogočil, da je postal predsednik znanstvenega odbora za obrambo obleganega Pariza leta 1870-1871, zatem pa vodja francoskega odbora za eksplozive. 
Poskuse, s katerimi je ugotavljal tlak plinov med eksplozijami vodika, je opravljal v posebnih komorah z batom, v katerih je lahko razlikoval zgorevanje zmesi vodika in kisika in pravo eksplozijo. 

### Zgodovinska in filozofska dela
V kasnejšem življenjskem obdobju je raziskoval in pisal knjige o zgodovini kemije. Mednje spadata Origines de l'alchimie (Rojstvo alkimije, 1885) in Introduction à l'étude de la chimie des anciens et du moyen âge (Uvod v študij kemije od antike do srednjega veka, 1889). Napisal je tudi delo Science et philosophie (Znanost in filozofija, 1886), v katerem so objavljena dobra znana pisma francoskemu filozofu Ernestu Renanu La Science idéale et la science positive (Idealna in pozitivna znanost), La Révolution chimique: Lavoisier (Kemijska revolucija: Lavoisier,  1890) in Science et morale (Znanost in morala, 1897). Napisal je tudi  številne članke v  La Grande Encyclopédie, ki jo je pomagal ustanoviti.
- La Révolution chimique, 1890

## Družina
Berthelot je umrl nenadoma, takoj po smrti svoje žene Sophie Niaudet (1837-1907). Skupaj z njo je pokopan v pariškem Panteonu.
Z njo je imel šest otrok: Marcel André (1862-1939), Marie-Hélène (1863-1895), Camille (1864-1928), Daniel (1865-1927), Philippe (1866-1934) in René (1872 -1960).